# Ропер, Мириам
Мириам Ропер (нем. Miryam Roper, род. 26 июня 1982, Ахен, Северный Рейн-Вестфалия) — немецкая дзюдоистка, призёр чемпионатов мира, Европы и Европейских игр.

## Биография
Родилась в 1982 году в Ахене. В 2012 году стала бронзовой призёркой чемпионата Европы, но на Олимпийских играх в Лондоне заняла лишь 16-е место. В 2013 году завоевала бронзовую медаль чемпионата мира. В 2014 году стала обладательницей бронзовой медали чемпионата мира среди команд и серебряной призёркой чемпионата Европы. В 2015 году завоевала бронзовую медаль Европейских игр.
В 2017 году переехала в Панаму и начала выступать за эту страну. Завоевала бронзовую медаль Панамериканского чемпионата 2018 года. В 2019 году стала бронзовым призёром Панамериканских игр в Лиме.